# Kizi Vaz
Kizi Vaz (Duque de Caxias, 1984), é uma atriz brasileira.

## Biografia
Nascida em Duque de Caxias na Baixada Fluminense, Kizi Vaz começou sua carreira em 2006 na tradição e revolucionária Cia "Nós do Morro". Estreou numa participação em 2013 na novela "Salve Jorge" como Luana, do grupo de mulheres traficadas por Wanda (Totia Meirelles). Depois fez "Babilônia" onde foi Gabriela, "Rock Story", a série "Ilha de Ferro", numa participação em "Bom Sucesso", "Gênesis" e "Terra e Paixão".
Engajada nos projetos socioculturais, Kizi Vaz implantou um projeto cultural em Duque de Caxias (onde foi criada) e que hoje dar acesso a arte para crianças e adolescentes da Baixada Fluminense.
Apaixonada por esportes, já participou de uma meia maratona organizada pela Nike no ano de 2018. Fez parte de um grupo de corrida de rua chamado "Brutal Corre". Hoje prática corrida diariamente. Prática "Muay Thai" como o filho na praia do arpoador.
Louca por moda, está sempre em busca de novas tendências. Já desfilou para "CeA" na campanha "Poderosas do Brasil". Mochileira de muitas viagens, ama colocar o pé na estrada e ir em busca do novo, adora descobrir novos destinos. Sustentabilidade, beleza e bem-estar fazem parte da sua rotina.

## Vida pessoal
Kizi tem um filho chamado Pedro Luiz Nascido em 2007. Fruto de um relacionamento. Namorou entre 2015 e 2017, o atleta Saulo Pena.

## Filmografia

### Televisão
| Ano     | Título                      | Personagem                | Notas                          |
| ------- | --------------------------- | ------------------------- | ------------------------------ |
| 2013    | Salve Jorge                 | Luana                     | Episódio: "17 de maio"         |
| 2014    | Mais X Favela               | Lúcia                     | Episódio: "Explicador"         |
| 2015    | Babilônia                   | Gabriela Alvarenga (Gabi) |                                |
| 2016–17 | Rock Story                  | Maria Fernanda (Nanda)    |                                |
| 2018–19 | Ilha de Ferro               | Suelen Cristine Souza     |                                |
| 2019    | Bom Sucesso                 | Rosemary Rodrigues        | Episódios: "12–25 de dezembro" |
| 2021    | Gênesis                     | Kamesha, Rainha do Egito  | Fase: "José do Egito"          |
| 2023–24 | Terra e Paixão              | Nina                      |                                |
| 2023    | How To Be a Carioca         | Cristina                  | Episódio: "Israel"             |
| 2024    | O Jogo que Mudou a História | Daniella                  |                                |
| 2025    | Dona de Mim                 | Drª Letícia               | Episódio: "20 de junho"        |

### Cinema
| Ano  | Título                            | Personagem         | Notas          |
| ---- | --------------------------------- | ------------------ | -------------- |
| 2018 | Bandeira de Retalhos              | Tiana              |                |
| 2021 | Desconstruindo Maria              | Joana              | Curta-metragem |
| 2021 | A Suspeita                        | Inspetora Maranhão |                |
| 2022 | Procura-se                        | Vanessa            |                |
| 2022 | Vai Dar Nada                      | Márcia             |                |
| 2024 | Mallandro, o Errado Que Deu Certo | Cláudia            |                |